# Zespół Szkół Ponadpodstawowych nr 5 im. Józefa Piłsudskiego w Zamościu
Zespół Szkół Ponadpodstawowych nr 5 im. Józefa Piłsudskiego w Zamościu – zespół szkół ponadpodstawowych o profilu rolniczym. Mieści się w zabytkowym kompleksie budynków przy ul. Szczebrzeskiej 102 w Zamościu. 

## Historia
Początki szkoły związane są z ustawą o Ludowych Szkołach Rolniczych z dnia 9 lipca 1920 r., która to umożliwiła przekazanie gruntów pod budowę. Pracami kierowała komisja w składzie: Tomasz Czernicki (przewodniczący), Stefan Bauer (późniejszy dyrektor), Helena Bogucka (działaczka oświatowa), Wanda Popławska (dyrektorka szkoły żeńskiej w Sitnie). 
Szkoła rozpoczęła działalność 25 października 1925 r. jako Męska Szkoła Rolnicza w Janowicach. 18 czerwca 1927 roku prezydent II RP Ignacy Mościcki uczestniczył w uroczystości poświęcenia szkoły i nadania jej imienia Józefa Piłsudskiego. 
W dniu 20 czerwca 2025 roku obchodzono 100-lecie szkoły.  

## Zabudowania
Szkołą od początku swojego istnienia mieści się w oryginalnym budynku, zaprojektowanym przez Kazimierza Zarembę. 
Podczas II wojny światowej na terenie szkoły zlokalizowano szkołę jazdy konnej SS (SS Reit und Fahrschule). Siłami więźniów żydowskich i jeńców radzieckich wybudowano ujeżdżalnię wraz z infrastrukturą. 
Budynek szkoły znajduje się w rejestrze zabytków nieruchomych województwa lubelskiego pod numerem A/1273. 

## Działalność
W 2025 roku w skład zespołu szkół wchodziły: Technikum nr 5, Liceum nr VII oraz internatu. Technikum kształci uczniów w klasach: technik żywienia i usług gastronomicznych, technik architektury krajobrazu, technik weterynarii oraz technik mechanizacji rolnictwa i agrotroniki. W liceum istnieją dwie klasy: oddział przygotowania wojskowego oraz klasa policyjna. Internat dla uczniów znajduje się na poddaszu szkoły.

## Absolwenci (m.in.)
- Witold Paszt – lider grupy VOX[5]
- Piotr Szewc – poeta, prozaik[5]
- Rafał Wnuk – historyk[10]

## Dyrektorzy
Opracowano na podstawie.
| Lp. | Lata       | Imię i nazwisko dyrektora |
| --- | ---------- | ------------------------- |
| 1.  | 1925–1939  | Stefan Bauer              |
| 2.  | 1945–1951  | Bolesław Komos            |
| 3.  | 1951–1952  | Jan Pańczyk               |
| 4.  | 1952–1954  | Stanisław Bania           |
| 5.  | 1954-1974  | Edmund Gruszka            |
| 6.  | 1974–1975  | Zygmunt Wierzchowiak      |
| 7.  | 1975–1978  | Zbigniew Kornas           |
| 8.  | 1978–1983  | Stanisław Pecyna          |
| 9.  | 1983–1993  | Mieczysław Pańczyk        |
| 10. | 1993–1994  | Wiesław Chmiel            |
| 11. | 1994–1995  | Alina Maniuk              |
| 12. | 1995–2000  | Eugeniusz Świderek        |
|     | 2000–2011  | Wiesław Chmiel (ponownie) |
| 13. | 2011–nadal | Antoni Turzyniecki        |